# Katarzyna Kossakowska
Pour les articles homonymes, voir Kossakowski.
 (janvier 2025).
Si vous disposez d'ouvrages ou d'articles de référence ou si vous connaissez des sites web de qualité traitant du thème abordé ici, merci de compléter l'article en donnant les références utiles à sa vérifiabilité et en les liant à la section « Notes et références ».
Katarzyna Kossakowska, née Potocka en 1716 ou le 30 avril 1722 et morte le 21 mars 1803 à Krystynopol, est une femme politique et épistolière polonaise de la seconde moitié du XVIIIe siècle.

## Biographie

### Enfance et formation

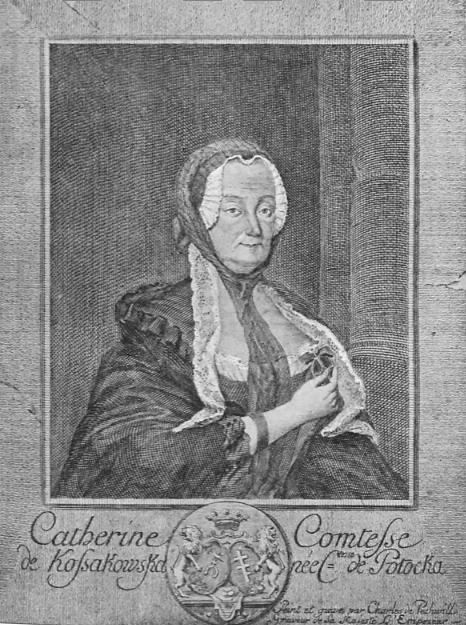
Katarzyna Kossakowska, comtesse Kossakowska, née Comtesse Potocka

Fille du staroste de Grabowiec Jerzy Potocki et de Konstancja née Podbereski, elle épouse le 24 mai 1744 un cousin, Stanislaw Kossakowski (1721-1761), châtelain de Podlachie. Le mari étant boiteux et nain, la jeune femme a reçu lors de son mariage avec un poème de condoléances.

### Carrière
Dans les années 1750, elle et son mari sont parmi les principaux protecteurs de Jakub Frank et des frankistes. Elle est l'une des figures les plus actives sur la scène politique polonaise de son époque. Initialement, elle soutient la politique de l'hetman Jan Klemens Branicki, avant de devenir son adversaire. Mais surtout, elle entre dans l'histoire en tant qu'opposante déclarée du roi Stanislas August Poniatowski, à la tête de la confédération de Radom, partisan de la Constitution du 3 mai 1791.
Elle aide son neveu Ignacy Potocki et soutient activement les intérêts de la famille Potocki. En 1777, elle reçoit le titre de comtesse et l'Ordre de la Croix étoilée de l'impératrice Marie Thérèse. Pendant les dernières années de la Première République de Pologne, elle est active dans des milieux antirusses et anti-Targowica. Le 28 avril 1792, elle se réconcilie publiquement avec le roi Stanislas Auguste.
Elle est connue pour son sens de l'humour et son indépendance de la cour. Elle a laissé une correspondance riche et amusante. Ses surnoms sont « Hérode Baba » et « Wielka Mądrocha » (la Grande Sage).
Józef Ignacy Kraszewski, auteur de plusieurs romans sur cette époque, a fait en 1872 le portrait de Katarzyna Kossakowska dans son roman Macocha (La Belle-Mère). Il la décrit comme « une femme de bonne taille, sèche et mince, aux traits gras et masculins, habillée avec peu de goût, quoique avec des vêtements de prix ; son visage, même s'il pouvait être qualifié de laid, brillait d'une intelligence froide et ses yeux jaillissaient d'esprit.» À propos du rôle de Katarzyna Kossakowska Kraszewski écrit : « Mme Kossakowska était connue comme une femme jouissant du sens de l'humour comme personne à l'époque, et où personne ne l'empêchait de faire une plaisanterie. (...) Mme Kossakowska avait l'esprit des Potocki (comme elle l'appelait), fier, pointu, impitoyable, sérieux, ironique, pas du tout espiègle et pas flexible. Elle le taillait comme un cimeterre et ceux qu'elle visait en gardaient longtemps la cicatrice. Le roi lui-même en a été la cible. »